# Polystepha serrata
Polystepha serrata är en tvåvingeart som först beskrevs av Ephraim Porter Felt 1908.  Polystepha serrata ingår i släktet Polystepha och familjen gallmyggor. Inga underarter finns listade i Catalogue of Life.